# Robert Schindel
 (février 2022).
Si vous disposez d'ouvrages ou d'articles de référence ou si vous connaissez des sites web de qualité traitant du thème abordé ici, merci de compléter l'article en donnant les références utiles à sa vérifiabilité et en les liant à la section « Notes et références ».
Compléments
Académie allemande pour la langue et la littérature
Robert Schindel, né le 4 avril 1944 à Bad Hall en Haute-Autriche, est un écrivain autrichien.

## Biographie
Robert Schinde obtient le prix Heinrich Mann en 2014[pourquoi ?].

## Œuvres traduites en français
- Le Mur de verre [« Gebürtig »], trad. d’Anne-Marie Geyer, Paris, Éditions Stock, coll. « Les Mots étrangers », 2005, 299 p.  (ISBN 2-234-05801-5)